# Jon Izagirre
Jon Izagirre Insausti (n. 4 februarie 1989) este un ciclist spaniol care evoluează pentru echipa Movistar Team. Este uneori menționat ca Ion Izagirre,  datorită faptului că atât Ion și Jon sunt forme ale numelui Ion în limba bască.

## Cariera
Născut în Ormaiztegi în Țara Bascilor, Izagirre provine dintr-o familie de cicliști profesioniști, atât tatăl său, José Ramón, cât și fratele Gorka au concurat la nivel profesionist pe șosea și în ciclo-cros. După ce s-a alăturat echipei Euskaltel–Euskadi – alături de fratele Gorka – din sezonul 2011 încoace, Izagirre a câștigat prima sa cursă profesionistă în primăvara anului 2012. El a câștigat contratimpul individual în Turul Asturiei, în aprilie, înainte de a obține o victorie în debutul din Turul Italiei. În etapa a XVI-a, Izagirre a evadat singur cu 4 kilometri înainte de final, câștigând cu 16" în fața locului secund.
Ambii frați Izagirre au semnat cu Movistar Team pentru sezonul 2014.

## Palmares
2006
Locul 3 Campionatele Naționale de Junior Ciclo-cros
2008
Locul 1, Contratimp individual Gipuzkoa
Locul 3, Campionatele Naționale pe Șosea Under-23
2009
Locul 1, Campionatele Basce la Ciclo-cros Under-23
Locul 1, Memorialul Angel Mantecon
Locul 1, Etapa 4, Bizkaiko Bira
Locul 5 General, Bidasoa Itzulia
2011
Locul 4, Prueba Villafranca de Ordizia
2012
Locul 1, Etapa 2b (ITT), Turula Asturiei
Locul 1, Etapa 16, Turul Italiei
Locul 3, Les Boucles du Sud Ardèche
Locul 7, General, Turul Poloniei
2013
locul 2, Campionatele Naționale ale Spaniei pe Șosea
locul 2 General, Turul Poloniei
locul 4 General, Tour Down Under
locul 9, Marele Premiu Ciclist al Montréal-ului
2014
locul 1,  Campionatele Naționale ale Spaniei pe Șosea
locul 2 General, Turul Poloniei
locul 2 Campionatele Naționale ale Spaniei de contratimp
locul 4 General, Turul Andaluziei
locul 6 General, Turul Marii Britanii
locul 8 General, Turul Romandiei
2015
locul 1  General Turul Poloniei
locul 2 GP Miguel Indurain
locul 3  Campionatele Mondiale pe Șosea 2015 - contratimp pe echipe
locul 3 General, Tour of the Basque Country
locul 10 General, Volta ao Algarve
2016
locul 1 GP Miguel Indurain
locul 2 General Volta ao Algarve 2016
locul 3 General Tour de Romandie
locul 1 Prolog (contratimp individual)
locul 4 General Turul Comunității Valenciene 2016
locul 5 General Paris–Nisa